# Marco Abate
Marco Abate (ur. 29 sierpnia 1962 roku w Mediolanie) – włoski matematyk, profesor Uniwersytetu w Pizie. Specjalizuje się w układach dynamicznych i geometrii różniczkowej.

## Życiorys
Urodził się w 29 sierpnia 1962 roku w Mediolanie. W 1985 roku ukończył studia z matematyki na Uniwersytecie w Pizie. Doktorat uzyskał w 1988 roku w Scuola Normale Superiore di Pisa na podstawie rozprawy Iteration Theory of Holomorphic Maps on Taut Manifolds (jego promotorem był Edoardo Vesentini). Pracował na uniwersytetach w Rzymie, Pizie i Ankonie. Od 2001 roku jest profesorem Uniwersytetu w Pizie.
Wypromował (stan na jesień 2024 roku) 8 doktorów.
Autor ponad 70 artykułów naukowych. Swoje prace publikował m.in. w „Advances in Mathematics”, „Proceedings of the American Mathematical Society”, „Transactions of the American Mathematical Society”, „Journal für die Reine und Angewandte Mathematik", „Duke Mathematical Journal”, „Mathematische Annalen”, „American Journal of Mathematics” i „Annals of Mathematics”.
W 1989 roku otrzymał Premio Bartolozzi.